# Pantserbloedbij
De pantserbloedbij (Sphecodes gibbus) is een vliesvleugelig insect uit de familie Halictidae. De wetenschappelijke naam van een de soort werd gepubliceerd in 1758 door Linnaeus in de tiende editie van Systema naturae.